# Johann Georg Grasel

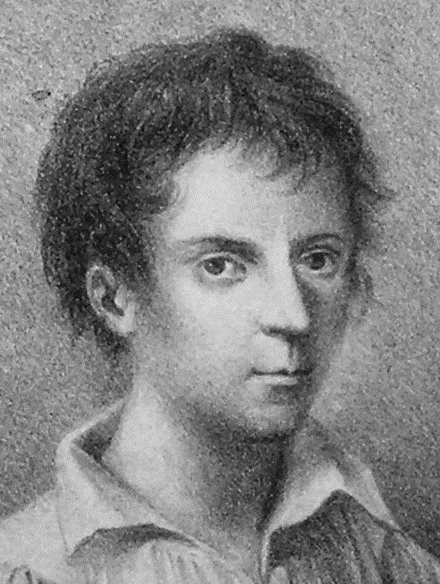
Johann Georg Grasel (Ausschnitt aus einer Lithographie Adolph Friedrich Kunikes)

Johann Georg Grasel (ursprüngliche Schreibweise Graßl, auch Grasl, tschechisch Jan Jiří Grázl; * 4. April 1790 in Neuserowitz, tschechisch Nové Syrovice, bei Mährisch Budwitz, heute Moravské Budějovice; † 31. Jänner 1818 in Wien) war ein böhmisch/mährisch/österreichischer Räuber.
Der Sohn eines Abdeckers lebte von Diebstählen, Raub, Betrug und Hehlerei und scharte dabei eine Bande von etwa 60 Mitgliedern um sich, was ihm in Niederösterreich und Südmähren den Ruf eines gefürchteten „Räuberhauptmanns“ einbrachte. 1815 wurde er in Mörtersdorf bei Horn gefangen genommen und später in Wien hingerichtet. In der Volksüberlieferung wurde er postum ohne reale Basis als edler Räuber stilisiert, der – ähnlich Robin Hood – die Reichen bestahl und die Armen beschenkte. Daraus nährt sich die moderne touristische Vermarktung Grasels. Herkunft, Lebenslauf und spätere Heroisierung ähneln dem des deutschen Schinderhannes.
Der Name Grasel ist der Ursprung des tschechischen Ausdrucks grázl (für Gauner).

## Kindheit und Jugend
Die Familie Grasels war eine weit verbreitete Abdeckerfamilie (Schinder). Die Familie war arm, der Großvater Laurenz wurde wegen Diebstahls oft bestraft, der andere Großvater war Bettler. Grasels Mutter Regina wurde während ihrer Schwangerschaft 1790 wegen Fischdiebstahls und Landstreicherei verhaftet, mangels Beweisen aber wieder freigelassen. Der Vater Thomas Grasel wurde 1792 wegen Einbruchs zu zehn Jahren schweren Kerkers verurteilt. 1799 gelang ihm die Flucht, er nahm den Namen Josef Haller an und zog als Bilderhändler durchs Land, unterwegs verübte er Einbrüche.
Die Familie hielt sich mit Bettlerei über Wasser. Hans Jörgel, wie der junge Grasel genannt wurde, wurde bereits im Alter von neun Jahren erstmals eingesperrt. Er wurde in Drosendorf wegen Diebstahls und in Frain wegen versuchten Diebstahls von Mehl verhaftet, den er gemeinsam mit seinem Cousin Franz begangen hatte. 1801 wurden Mutter und Kinder in Mautern verhaftet. Nach einiger Zeit wurden alle, wie es damals üblich war, in ihre Geburtsorte abgeschoben. Für Hans Jörgel änderte sich nichts, er ging nun mit seiner Tante und seinem Onkel betteln. Der Grundherr, der die Vormundschaft gehabt hätte, kümmerte sich nicht um ihn.
Grasels Vater hatte inzwischen weitere Einbrüche begangen, unter anderem bei einem Bauern zu Heiligabend 1801, wobei er an dem Dobersberger Schinder sogar einen Mord beging. Die meisten Leute aus der Bande von Grasels Vater wurden daraufhin verhaftet, nur der alte Grasel selbst konnte entkommen.
Die Familie zog daraufhin nach Ungarn in die Ortschaft Veszprém. Dort angekommen, kaufte sie eine Wasenmeisterei. 1804 zogen sie wieder um, diesmal nach Neusiedl am See und verkauften die Wasenmeisterei wieder. Nachdem der Vater im Jahre 1804 bei einem Greißler einen größeren Diebstahl begangen hatte, wurde er 1806 verhaftet und musste die letzten drei Jahre seiner zehnjährigen Freiheitsstrafe absitzen.
Da der Vater eingesperrt war, kam große Not über die Familie. Die Mutter bettelte wieder und traf dabei Johann Georg Berger. Er nannte sich Piringer, da er unter dem Namen Berger gesucht wurde. Als ihm die Mutter ihr Leid klagte, erzählte er ihr, dass er einen Einbruch in Raabs an der Thaya vorhabe. Die Mutter bedrängte ihren Sohn Johann Georg, er solle mit ihnen mitgehen. Der junge Grasel und der älteste Sohn Piringers standen beim Einbruch am 17. März 1806 Schmiere. Von der Beute erhielt Grasel zwei Leintücher und einen Bettüberzug.
Mit der Entlassung seines Vaters 1809 begann Grasels echte Lehrzeit. Von nun an begingen er und sein Vater zahlreiche Einbrüche.

## Verwandtschaft
Laurenz Grasel, Gerichtsdiener, Vater von Thomas Grasel (* 1763 † nach 1833) und Großvater von Johann Georg Grasel.
N. Fleischmann, Vater von Regina (* 1763), der Mutter von Johann Georg Grasel seiner Schwester Anna Maria Grasel (* 1792) und Vater von Anna Maria.
Anna Maria, die Schwester von Regina, verheiratet mit Georg Grasel. Eltern von Franz Grasel (* vor 1790, † 1815 im Zuchthaus).

## Verbrechen von Johann Georg Grasel
- 1806....1
- 1807....6
- 1810...12
- 1811...22
- 1812...32
- 1813...46
- 1814...71
- 1815...15

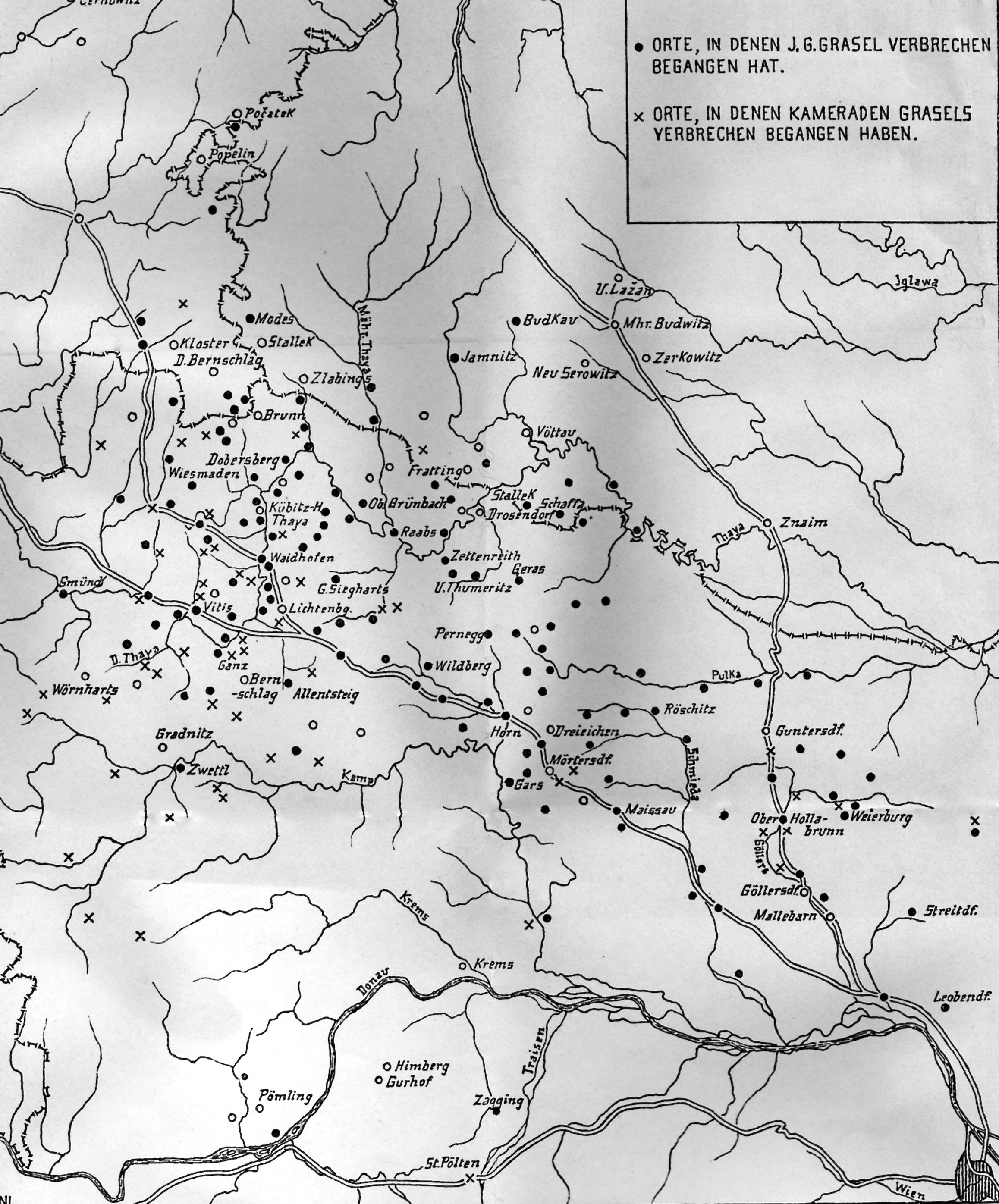
Orte der Verbrechen

Waren es anfangs Diebstähle und kleinere Einbrüche, kamen später schwerer Raub und Raubmord hinzu. Da Grasel immer mehr Alkohol trank, kam es oft zu Wirtshausschlägereien. In Vitis bekam er 1811 im Dezember Streit mit einem Tabakaufseher (Tabakpolizei) und verletzte diesen sowie einen zu Hilfe eilenden Fleischer mit einem Messer schwer. Auf der Flucht versteckte er sich meistens bei anderen Abdeckern. Als schwerstes Verbrechen befand später das Gericht den „räuberischen Todschlag an der Anna Marie Schindlerin“ am 18. Mai 1814.
Die umfangreichen Verhörsprotokolle des Wiener Kriminalgerichts und des Kriegsgerichtes in Wien von Grasel sind 2013 als Band 53 in der Schriftenreihe des Waldviertler Heimatbundes von Winfried Platzgummer und Christian Zolles veröffentlicht worden.

## Grasels Gefangennahme, Prozess und Tod

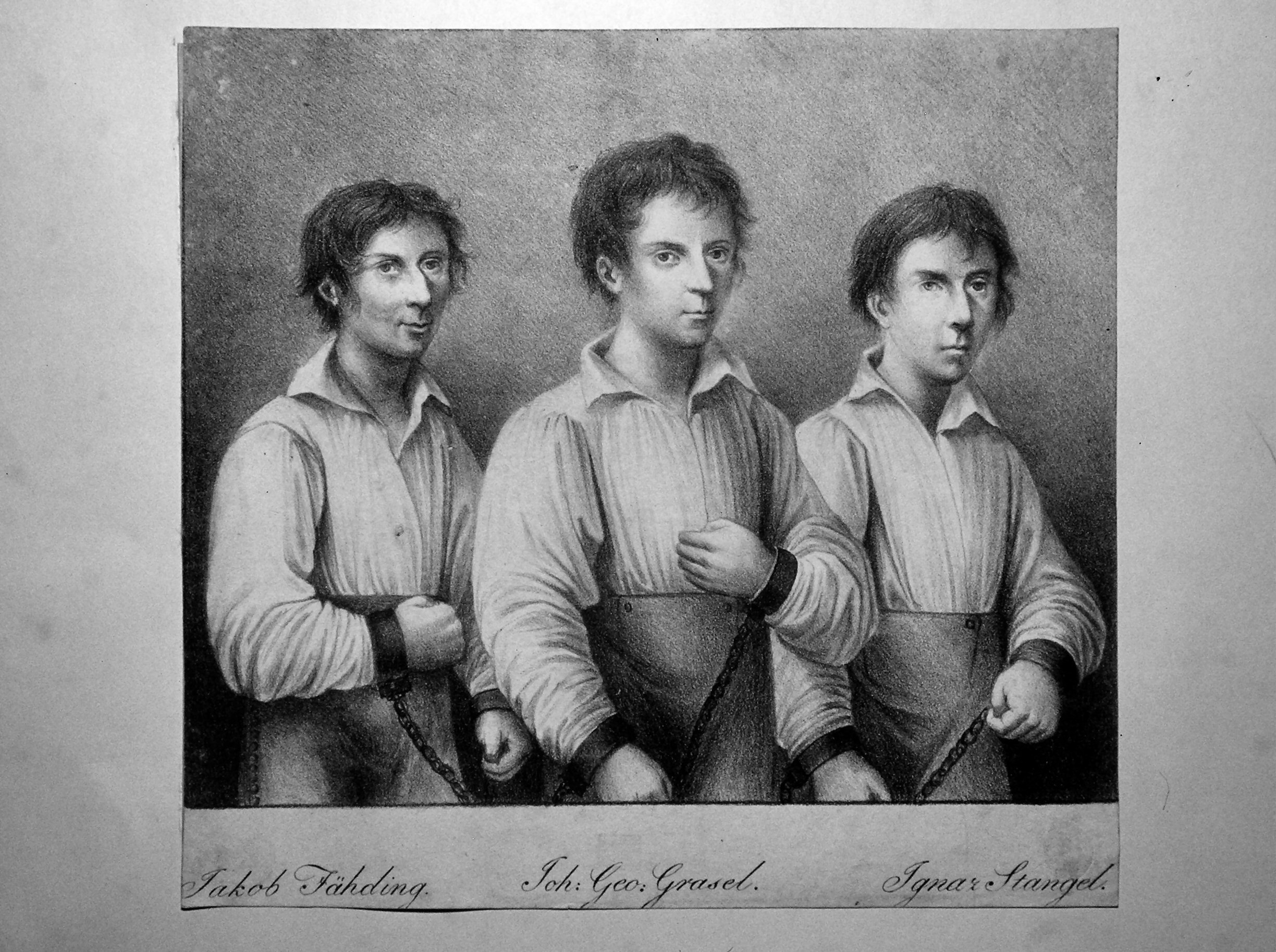
Die Räuber Grasel, Fähding und Stangel in Ketten, Lithographie von Adolph Friedrich Kunike

Nach einem Raub am 3. April 1813 wurden Grasel und Stangel am folgenden Tag in Mallebarn, obwohl sie sich heftig wehrten, im Gasthaus verhaftet. Vor dem Landesgericht Schönborn gestand Stangel, Deserteur zu sein. Grasel behauptete, Franz Schönauer aus Neusiedl am See, vom Beruf Ziegelschläger und Bilderhändler sowie auch Deserteur zu sein. Obwohl er nie beim Militär gewesen war, bezeichnete Grasel sich als Deserteur, weil ein Ausbruch aus dem Militärarrest angeblich leichter war. Jedenfalls wurden beide nach Wien überstellt und ins Gefängnis eingeliefert. Zuständig war daher das Militärgericht und nicht mehr das Landgericht Schönborn. Man hielt Grasel für einen Deserteur und nicht für den bereits steckbrieflich gesuchten Räuber, und so flüchtete Grasel in der Nacht vom 6. auf den 7. Juli 1813 aus der Rennwegkaserne, in der er sich einem Verhör unterziehen hätte sollen.
Da der Bevölkerung Grasels Untaten zu viel wurden, verlangte sie Maßnahmen von der Obrigkeit. So beschloss diese, Therese Penkhart, eine ehemalige, inzwischen ehrlich gewordene Diebin, in das Gefängnis Drosendorf, in dem Grasels Freundin Therese Hamberger eingesperrt war, als Spitzel einzuschleusen. Hamberger erzählte Penkhart, mit der sie sich die Zelle teilte, dass sie ihre Befreiung durch Grasel erwarte, um mit ihm zu flüchten. In einem inszenierten Ausbruch verhalfen Penkhart und ihr Freund Michael Meyer Hamberger zur Flucht. Danach trafen sie sich am 18. November 1815 alle mit Grasel in einem Wirtshaus in Mörtersdorf bei Horn, vorgeblich um einen neuen Raubzug auszuhecken. Sie mischten ihm Opium in den Wein, trauten diesem Schlaf aber nicht. Meyer hatte beschlossen, im am Abend üppig besuchten Wirtshaus nach Gehilfen zu suchen, welche ihm helfen würden, Grasel zu fangen. Als Grasel dann aber in die Wirtsstube kam und Meyer das verabredete Zeichen rief, kam niemand. Darauf versuchte Meyer den Räuber allein anzugreifen, erst dann trauten sich die Bauern zu helfen. In der Nähe von Lettowitz wurden seine Kumpanen gefangen genommen. Über Nacht wurde Grasel nach Wien gebracht. Der Prozess vor dem Militärgericht in Wien dauerte über zwei Jahre. Dabei gestand Grasel insgesamt 205 Straftaten mit zwei Todesfällen. In den Akten wurde Grasels Rechtfertigung in Bezug auf seine triste Kindheit folgendermaßen festgehalten:

„Inquisit sehe wohl ein, dass er sich äußerst sträflich machte und müsste frey gestehen, und zu seiner Entschuldigung anführen, dass an seinem gegenwärtigen Unglücke und an allem was von ihm geschah, seine Eltern besonders sein Vater hieran Schuld sey, er ihm es auch ins Gesicht behaupten wolle, welcher ihm nicht nur keine gute Erziehung gab, sondern ihn von seiner Kindheit an zum Stehlen und Rauben angeeifert, ja ihn sogar mit Schlägen behandelt, wenn er nicht reich that wie solcher es verlangte oder nicht zur bestimmten Zeit in dem zu bestehlenden Orte war, als ihm selber anbefahl. Inquisit hat noch eine sichtbare Maser oder Narbe am linken Arm von einem durch den Vater erhaltenen Stich – das diesfällige böse Benehmen dessen Vater sind die Verführung seiner schlechten Cameraden seyen Ursache von Inquisitens villen Verbrechen; hätte er eine ordentliche Erziehung erhalten und wäre er nicht so üble Gesellschaft gerathen, so würde er gewis auch ein andrer Mensch seyn und itzt nicht in gegenwärtiger trauriger Lage sich befinden, übrigens könne er sonst zu seiner Entschuldigung nichts anführen.“

Am 28. Jänner 1818 wurde Grasel zum Tod verurteilt. Der Hauptgrund für das Todesurteil war ein von Grasel und drei Komplizen 1814 durchgeführter Raub in Zwettl, bei dem die 66-jährige Anna Maria Schindlerin zu Tode kam. Drei Tage nach der Urteilsverkündung wurde Grasel am 31. Jänner 1818 gemeinsam mit Jakob Fähding und Ignaz Stangel öffentlich gehängt. Die Hinrichtung wurde auf dem Glacis zwischen Burg- und Schottentor vor rund 60.000 Menschen vollzogen. Der Überlieferung nach sollen Grasels letzte Worte gewesen sein: „Jessas, so vül Leit!“

## Vermarktung
In Teilen des Waldviertels ist Johann Georg Grasel eine gezielt vermarktete Touristenattraktion. Gedichte, Erzählungen, Romane und Theaterstücke über ihn und sogar Graselheurige oder -gasthäuser gehören hier zum normalen Alltag. In Obermallebarn (Weinviertel) kann man die Skulptur „Grasel in Mallebarn“ besichtigen, die an seine erste Verhaftung erinnert.
Zum Höbarthmuseum der Stadt Horn gehört der Graselturm. Dieser enthält im Erdgeschoß eine nachgebaute Graselhöhle. Auch mehrere natürliche Höhlen wurden seit dem späten 19. Jahrhundert aus touristischen Gründen so genannt und als Versteck Grasels deklariert, beispielsweise im Wallfahrtsort Maria Dreieichen und beim Naturdenkmal Zigeunermauer in St. Thomas am Blasenstein.
Im Jahre 1969 wurde der Stoff unter dem Titel Die Moritat vom Räuberhauptmann Johann Georg Grasel verfilmt. Peter Vogel spielte den Grasel, Guido Wieland den Vater und Kurt Sowinetz den Spitzel Mayer.